# Корзуновка
Корзуновка — деревня в Ачитском городском округе Свердловской области. Управляется Корзуновским сельским советом.

## География
Деревня располагается в среднем течении реки Ут в 26 километрах на северо-восток от посёлка городского типа Ачит.

### Часовой пояс
Корзуновка, как и вся Свердловская область, находится в часовой зоне МСК+2. Смещение применяемого времени относительно UTC составляет +5:00.

## Население
| 2002 | 2010 | 2021 |
| ---- | ---- | ---- |
| 296  | ↗301 | ↘214 |

## Инфраструктура
Деревня разделена на семь улиц (Заречная, Механизаторов, Мира, Молодёжная, Победы, Свердлова, Строителей) и один переулок: Луговой.